# Soline (Dobrinj)
Soline es una localidad de Croacia en el municipio de Dobrinj, condado de Primorje-Gorski Kotar.

## Geografía
Se encuentra a una altitud de  m s. n. m. a  km de la capital nacional, Zagreb.

## Demografía
En el censo 2011 el total de población de la localidad fue de 47 habitantes.
| Gráfica de población de Soline 1857-2011                            |
|                                                                     |
| Según los censos de población de la oficina estadística de Croacia. |